# James Thompson (Ruderer)
James Thompson (* 18. November 1986 in Kapstadt) ist ein südafrikanischer Ruderer und Olympiasieger 2012 im Leichtgewichts-Vierer ohne Steuermann.

## Sportliche Karriere
Sein erster internationaler Erfolg war der dritte Platz im Vierer mit Steuermann bei den Junioren-Weltmeisterschaften 2003. Eine weitere internationale Medaille gewann Thompson 2007, als er zusammen mit Matthew Brittain bei den U23-Weltmeisterschaften die Silbermedaille im Leichtgewichts-Zweier ohne Steuermann erhielt. Beide saßen bei den Ruder-Weltmeisterschaften 2007 im südafrikanischen Leichtgewichts-Vierer ohne Steuermann, mit dem sie den 21. Platz belegten. 2008 gewannen Thompson und Brittain erneut Silber bei den U23-Weltmeisterschaften. 2009 trat Thompson zusammen mit Andrew Polasek im Leichtgewichts-Zweier ohne bei den Weltmeisterschaften in Posen an und belegte den zwölften Platz.
2010 ruderte Thompson im Weltcup im Leichtgewichts-Vierer ohne Steuermann in der Besetzung Polasek, Lawrence Ndlovu, Thompson und Brittain. Für die Ruder-Weltmeisterschaften 2010 erfolgte eine Umbesetzung: Mit Anthony Paladin, James Thompson, John Smith und Lawrence Ndlovu belegte der südafrikanische Vierer den elften Rang. Ebenfalls den elften Platz belegte der südafrikanische Vierer in der Besetzung Thompson, Brittain, Smith und Paladin bei den Ruder-Weltmeisterschaften 2011. Im Weltcup 2012 trat der südafrikanische Vierer in Luzern in der Besetzung Thompson, Brittain, Smith und Ndlovu an und belegte den zweiten Platz hinter dem chinesischen Vierer, lag aber vor Briten und Dänen. Bei den Olympischen Spielen 2012 erreichten die Chinesen nicht das Finale, der südafrikanische Vierer mit Thompson, Brittain, Smith und Ndlovu gewann olympisches Gold vor den Gastgebern aus Großbritannien und den olympischen Titelverteidigern aus Dänemark. Diese Goldmedaille war die erste olympische Goldmedaille für südafrikanische Ruderer überhaupt und die zweite Medaille nach Bronze im Zweier ohne Steuermann 2004.
2013 ruderten mit Smith, Thompson und Ndlovu noch drei Olympiasieger im südafrikanischen Vierer, zusammen mit Michael Voerman belegten sie den sechsten Platz bei den Weltmeisterschaften 2013. Im Jahr darauf wechselten Smith und Thompson in den Leichtgewichts-Doppelzweier und siegten bei den Weltmeisterschaften in Amsterdam vor den Franzosen und den Norwegern. Bei den Weltmeisterschaften 2015 belegten Smith und Thompson den vierten Platz hinter Franzosen, Briten und Norwegern. 2016 erreichten die Briten nicht das Finale bei den Olympischen Spielen in Rio de Janeiro, die Franzosen siegten vor den Iren und den Norwegern. Thompson und Smith ruderten wie bei den Weltmeisterschaften 2015 auf den vierten Platz.
Der 1,82 Meter große Thompson rudert für den Sportklub der Universität Pretoria.

## Ehrungen
2017 wurde Thompson der Order of Ikhamanga in Silber verliehen.